# La Gouvernante (film, 1911)
Pour les articles homonymes, voir Gouvernante (homonymie).
Pour plus de détails, voir Fiche technique et Distribution.
La Gouvernante est un film muet français réalisé par Georges Denola, sorti en 1911.

## Fiche technique
- Titre : La Gouvernante
- Réalisation : Georges Denola
- Scénario : Guillaume Livet
- Photographie :
- Montage :
- Producteur :
- Société de production : Société cinématographique des auteurs et gens de lettres (S.C.A.G.L)
- Société de distribution :  Pathé Frères
- Pays d'origine :  France
- Langue : film muet avec les intertitres en français
- Format : Noir et blanc — 35 mm — 1,33:1 — Muet
- Genre : Comédie
- Métrage : 265 mètres
- Durée : 8 minutes et 50 secondes
- Dates de sortie :
  - France : 13 octobre 1911

## Distribution
- Jean Kemm : l'oncle Baluron
- Paul Capellani : Pierre Gontault
- Marcelle Barry : Madame Gontault
- Maria Fromet : le petit Charles
- Lola Noyr
- Madame Delavigne